# Križni put (2009.)
Križni put je hrvatski dokumentarni film Hrvatske televizije, redatelja i scenarista Ante Marića i snimatelja Maria Krce. Ovaj dokumentarni film prati hodočašće od Zagreba do Bleiburga, 2008., s molitvom na 14 postaja Križnoga puta, od kojih je jedna Crngrob, a 14. Bleiburg, a koje već niz godina organizira Hrvatsko katoličko dobrotvorno društvo iz Sarajeva i hrvatski branitelji.